# 2010 TK7
A 2010 TK7 kisbolygó a Föld elsőként felfedezett trójai kisbolygója, amely a Földdel közös pályát megosztva kering a Nap körül. A trójai aszteroidák olyan égitestek, amik az L4 vagy L5 Lagrange-pontokban keringenek, pályarezonanciájuk 1:1 arányú. Az L4 és L5 pontok 60°-kal a közös pályán keringő nagyobb tömegű test előtt, illetve után találhatók. Ilyen objektumokat korábban csak a Mars, Jupiter, Neptunusz, és a Szaturnusz holdjai körül figyeltek meg.
A 2010 TK7-nek megközelítőleg 300 méteres átlagos átmérője van. A pályája jól ismert. Miközben a Nap körül kering, az L4 Lagrange-pont körül is „táncol”, úgy, hogy közben periodikusan megközelíti a Földet, valamint az L3-as Lagrange-pontot. Ez a pálya a NASA számításai szerint 10 000 évig stabil marad, és keringése közben nem fogja megközelíteni a Földet 20 millió kilométernél jobban (ami 50-szerese a Föld-Hold távolságnak).
Az aszteroidát a NEOWISE csapat csillagászai fedezték fel a WISE (Wide-field Infrared Survey Explorer (széles látómezejű infravörös sugárzást felmérő felfedező műhold) segítségével 2010 októberében.

## Felfedezése
A WISE űrteleszkópot 2009. december 14-én állították napszinkron pályára. Küldetése főként földközeli aszteroidák felkutatása volt, de tanulmányozott hideg fehér-törpe csillagokat, és a legfényesebb infravörös galaxisokat is. A 2010 januártól 2011 februárig tervezett küldetése közben összesen 1,5 millió képet készített, minden 11 másodpercenként egyet, feltérképezve ezzel az égbolt nagy részét. Egy 2010 februárban készített felvételén bukkant fel először az aszteroida, aminek pályáját a Hawaii Egyetem munkatársai a CFHT teleszkóppal 2011. május 21-én ellenőriztek. Felfedezésüket 2011 júliusában publikálták. A pályájáról szóló információkat a Nature folyóiratban tette közzé a Nyugat-Ontariói Egyetem munkatársa, Paul Wiegert, az Athabasca Egyetemen dolgozó Martin Connors, valamint a CFHT teleszkóp igazgatója, Christian Veillet. A feltételezés, miszerint a Földnek is vannak trójai aszteroidái, nem újkeletű, hiszen többek közt a Mars Lagrange-pontjaiban is megfigyeltek már ilyen égitesteket, de a Földdel kapcsolatban még senki sem figyelt meg ilyen objektumokat. A trójaiakat meglehetősen nehéz észrevenni földi teleszkópokkal, mert a nappali égbolton helyezkednek el, és a Nap erős fénye zavarja a megfigyeléseket. Az ilyen aszteroidákhoz a legmegfelelőbb eszköz egy napszinkron pályán keringő űrteleszkóp.

## Pályája és fizikai tulajdonságai

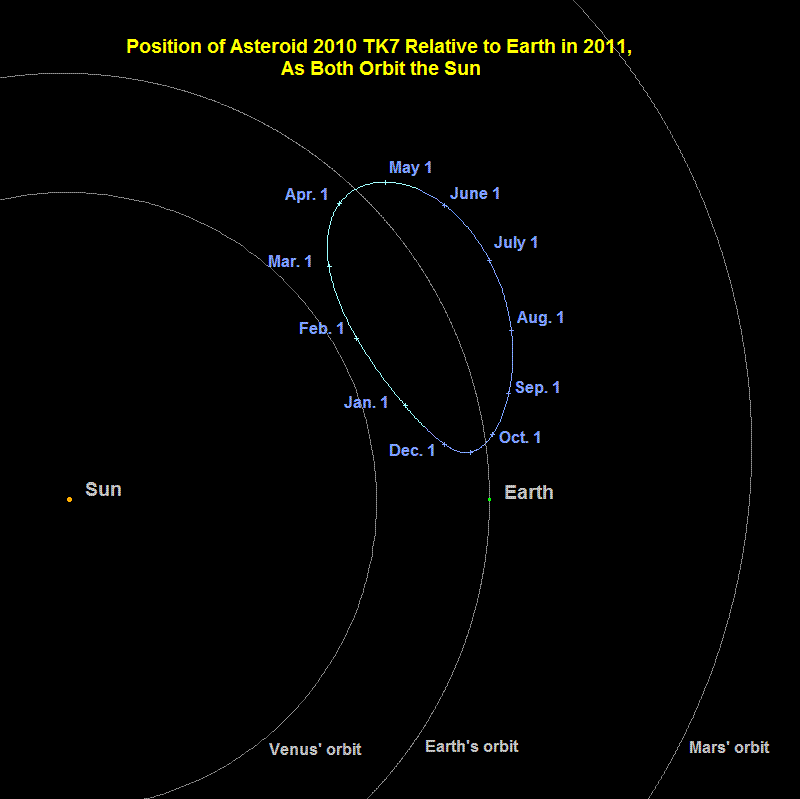
A 2010 TK_{7} pályája a Naprendszerre merőlegesen, északi irányból

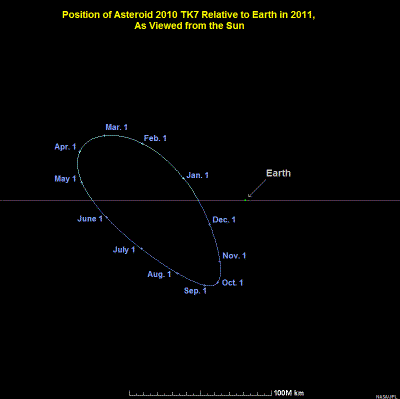
A 2010 TK_{7} pályája a Nap irányából nézve

A 2010 TK7 abszolút fényessége 20,586, ha feltételezzük hogy albedója ~0,1. Mérete becslés alapján körülbelül 300 méterre tehető. Jelenleg nem áll rendelkezésre színképadat, ami fényt deríthetne az összetételére. Felszíni gravitációja nem lehet több, mint a földi húszezred része.
A felfedezés idején az aszteroida keringési periódusa 365,389 nap volt, ami a Földéhez (365,256 nap) igen közel áll. Az excentricitása miatt a 2010 TK7 távolsága a Naptól évente változik 0,81CsE és 1,19 CsE között. Mivel az inklinációja 21°, ezért az aszteroida periodikusan magasan az ekliptika síkja fölé és alá vándorol.
A Trójai kisbolygók a valóságban nem kifejezetten a Lagrange-pontok körül keringenek, sokkal inkább egy patkó alakú pályán oszcillálnak körülöttük. Ezt a patkó alakú pályát a 2010 TK7 395 év leforgása alatt járja végig, ami alatt megközelíti az L3 pontot és a Földet. Keringése során majdnem a Nap átellenes oldalára is vándorolhat. Legközelebbi pontja a Földhöz ötvenszer távolabb van, mint a Hold. Az inklinációjának és excentricitásának köszönhetően a Földről nézve a pályája egy szorosan feltekeredett spirálra emlékeztet. 2010-ben a földközelben volt és többek közt ez tette lehetővé a felfedezését.

## Elérhetőség a Földről
Mivel a trójai aszteroidák a Földdel megosztja a pályáját és nagyon csekély gravitációval bírnak, így ezek az objektumok energetikai szempontból olcsóbb célpontok lehetnek, mint a Hold, még akkor is, ha távolságuk többszöröse annak. De a 2010 TK7 nem tartozik az energetikailag vonzó célpontok közé az inklinációja miatt: annyira magasra és mélyre süllyed a keringése során az ekliptika síkjához képest, hogy a jármű mozgásállapot-változtatásának mértéke, ami ahhoz szükséges, hogy a megfelelő pályát felvegye, meghaladja a 9,4 km/s-os értéket. Ezzel szemben más földközeli aszteroidák esetében ez az érték kevesebbnek adódik, mint 4 km/s.